# Castello Henderson
Il Castello Henderson è una storica residenza privata situata a Kalamazoo nel Michigan.

## Descrizione
La residenza è di stile Regina Anna, molto in voga alla fine dell'Ottocento, quando venne costruita. Progettata da C. A. Gombert di Milwaukee nel Wisconsin, la sua realizzazione costò 72 000 dollari, una cifra molto consistente per l'epoca. La residenza, accessoriata di tutte le modernità e di tutti i lussi che il secolo permetteva, possedeva sette bagni, un ascensore, una sala da ballo al terzo piano e una jacuzzi panoramica sul tetto. Il rivestimento esterno del castello venne realizzato in arenaria del lago Superiore e mattoni.

## Storia
Frank Henderson era uno degli uomini d'affari più di successo di Kalamazoo, essendo il proprietario e il presidente della Henderson-Ames Company. La moglie del signor Henderson, Mary, aveva ereditato grandi terreni appena fuori Kalamazoo e suo marito sognava di edificarvi un affluente sobborgo, sogno che divenne realtà con il grande successo della sua azienda. Nel 1888, quindi, ingaggiò ingegneri e architetti paesaggisti per urbanizzare i terreni, e due anni più tardi procedette con l'inizio dei lavori di costruzione della sua nuova residenza nel nuovo distretto.
Gli Henderson organizzarono una grande festa di inaugurazione della casa nel 1895 alla fine dei lavori. Tuttavia, pochi anni dopo, nel 1899, il signor Henderson morì; la moglie visse anch'ella nel castello fino alla sua morte, avvenuta nel 1907. La proprietà venne quindi ereditata dai loro figli, che nel 1919 la vendettero fuori dalla famiglia.